# Bryndza
La bryndza ou brynza (terme slave emprunté au roumain brânză « fromage ») est un produit fromager à base de lait de brebis ou quelquefois également d'un mélange au lait de brebis et au lait de vache, dans lequel la proportion de lait de brebis doit être supérieure à 50 %. On la trouve aujourd'hui surtout en Slovaquie, en Tchéquie (sous l'orthographe brynza), en Pologne et en Roumanie. Elle est répandue également dans de nombreux pays d'Europe centrale et orientale, généralement sous la dénomination de brynza (брынза). La bryndza constitue une spécialité de la région des Carpates.
Ce produit détient une appellation d'origine protégée en Slovaquie. La  variété bryndza podhalańska est également inscrite dans le registre d'appellations d’origine protégées et des indications géographiques protégées européen depuis 2007.
La première mention connue du terme, sous la forme brençe, remonte à 1370 et désigne du « fromage valaque », sans autre précision. La première fabrication industrielle de bryndza a démarré en 1787 à Detva, dans le centre de la Slovaquie.
La recette usuelle est à base de lait cru de brebis ; d'autres recettes incorporent en partie du lait de vache. La boisson régionale žinčica est un sous-produit de la fabrication de bryndza.
En Slovaquie, la bryndza figure parmi les ingrédients des bryndzové halušky, un plat national à base de morceaux de pâte de pomme de terre bouillie ressemblant à des gnocchi ou plus précisément à des spätzle.

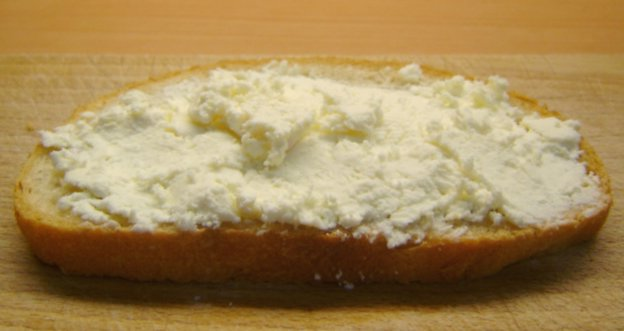
Une tartine de bryndza
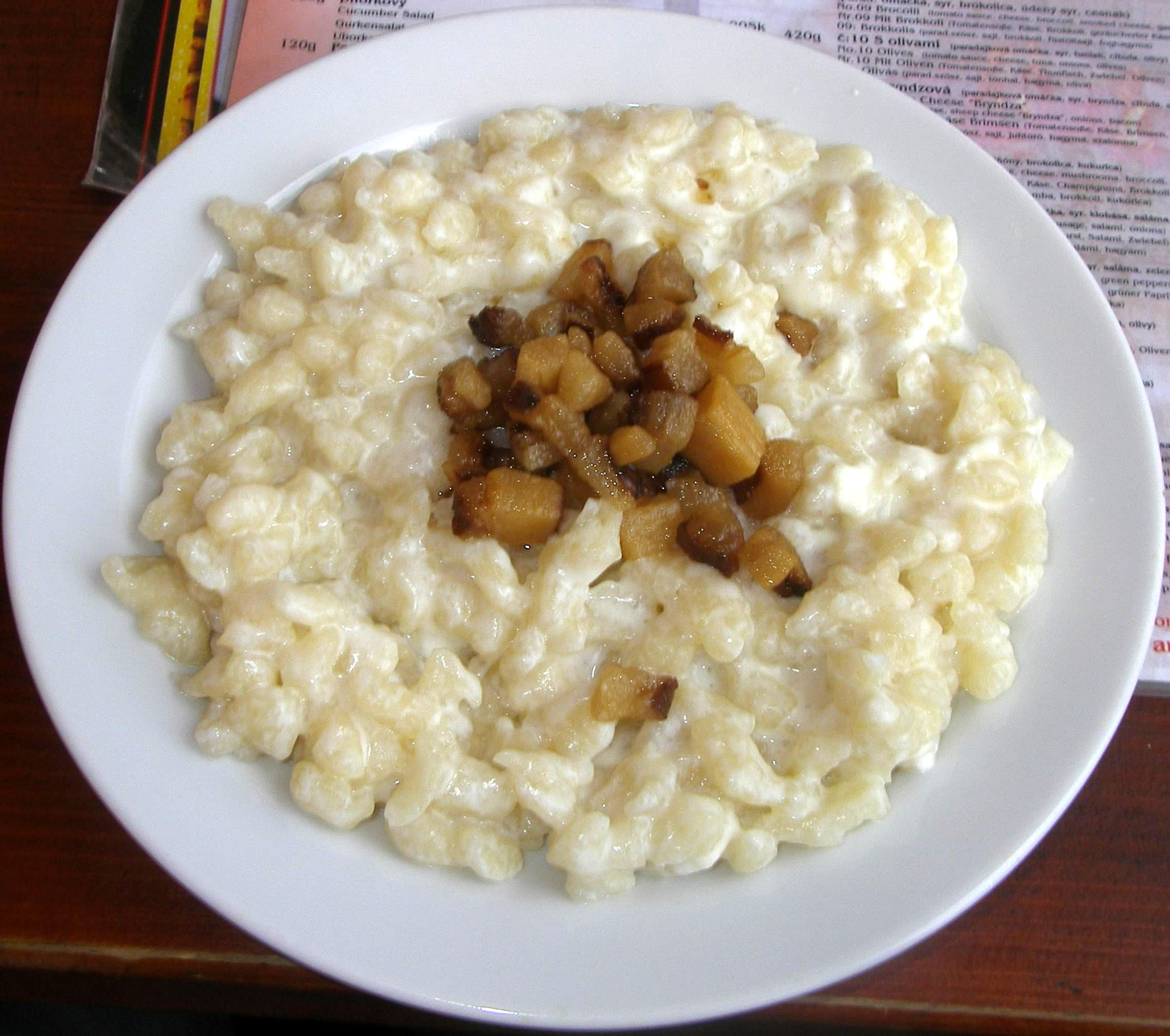
Bryndzové halušky